# Calnegia
Il riale Calnegia è il principale tributario del fiume Bavona.

## Percorso
Il riale nasce dal Wandfluhhorn (2863 m s.l.m.)  ed è lungo circa 7 km. Egli riceve le acque di diversi torrenti, tra i quali il Ri della Crosa e il Ri di Formazzöö.
Prima di raggiungere il fiume Bavona, la Calnegia fa un salto di 110 m; la cascata è ubicata dietro al villaggio di Foroglio.
Il riale Calnegia percorre la valle omonima (Val Calnegia) raggiungibile solo a piedi, dove si trova l'Alpe Calnegia.